# 한국방송공사의 아나운서 목록
이 목록은 한국방송공사(KBS)에서 아나운서를 정리한 것이다.

## 역사
- 과거 편성운영본부 → 예전 편성본부 → 현재 편성센터 아나운서실 부서이다.

## 현직 아나운서

### 본사
| 연도   | 기수 | 남성                           | 여성                           |
| ------ | ---- | ------------------------------ | ------------------------------ |
| 1991년 | 18기 |                                | 임수민, 정용실, 태의경, 성기영 |
| 1993년 | 19기 | 성세정                         | 김성은                         |
| 1994년 | 20기 | 이형걸, 최승돈                 | 변우영                         |
| 1995년 | 21기 | 한상권, 김홍성                 |                                |
| 1995년 | 22기 | 김태규, 원석현, 유지철         | 백정원, 신윤주                 |
| 1996년 | 23기 | 이창진, 최시중                 |                                |
| 1997년 | 24기 | 김은성, 윤인구, 오태훈, 이재후 | 국혜정, 신성원, 윤지영, 홍소연 |
| 2000년 | 26기 | 이규봉, 장웅, 배창복           | 박주아, 최원정, 최윤경         |
| 2001년 | 27기 | 박노원, 김기만                 |                                |
| 2002년 | 28기 | 이상협, 이영호, 김희수         | 김지윤                         |
| 2003년 | 29기 | 이상호                         | 김보민, 박사임, 백승주, 이승연 |
| 2004년 | 30기 | 박태원                         | 김진희                         |
| 2005년 | 31기 | 김재홍, 심인보                 | 윤수영                         |
| 2007년 | 33기 | 오언종                         | 박지현, 엄지인, 장수연         |
| 2008년 | 34기 | 김승휘                         | 가애란, 유지원                 |
| 2009년 | 35기 |                                | 김솔희, 이현주                 |
| 2011년 | 37기 | 오승원                         | 이지연, 전주리                 |
| 2012년 | 38기 | 한상헌                         | 이슬기, 정지원                 |
| 2013년 | 39기 | 강승화, 조항리                 | 이각경, 이승현                 |
| 2015년 | 42기 | 이재성                         | 박소현                         |
| 2016년 | 43기 | 강성규, 김종현                 |                                |
| 2018년 | 45기 | 남현종                         | 박지원                         |
| 2019년 | 46기 | 김진웅, 이광엽                 | 이윤정                         |
| 2021년 | 48기 | 김진현, 임지웅                 | 홍주연                         |
| 2023년 | 50기 | 박철규                         | 이예원, 정은혜, 허유원         |

### 지역
- 1985년 입사 - 문의순(제주)
- 1987년 입사 - 황진(대구)
- 1994년 입사 - 김태은(전주), 백명지(대구), 김윤혜(청주)
- 1995년 입사 - 김평래(부산), 한태호(원주), 김연선(대전)
- 1996년 입사 - 윤석황(춘천), 이영재(강릉)
- 1998년 입사 - 박은정(대구)
- 2001년 입사 - 김숙경(대전), 현송희(제주)
- 2004년 입사 - 이의선(춘천), 임정섭(광주), 정은숙(춘천), 정은아(광주), 최연수(대전)
- 2005년 입사 - 전유미(대전), 함윤호(전주)
- 2007년 입사 - 박명원(대전), 최인희(청주)
- 2008년 입사 - 손지화(대전), 채윤아(광주)
- 2010년 입사 - 김서련(춘천), 손지민(대구), 양문석(청주), 이해수(청주), 정현정(제주), 차재환(부산), 한승훈(제주)
- 2014년 입사 - 김형철(대전), 봉효정(전주), 진유현(대구), 최현호(부산), 이지현(청주), 신유진(창원), 고새롬(제주), 백선일(청주)
- 2019년 입사 - 유도희(광주), 김수연(춘천), 송지원(창원)

## 전직 아나운서

### 남성
- (故)강찬선 (1951년 ~ 1976년)
- (故)임택근● (1951년 ~ 1964년)
- (故)황우겸 (1951년 ~ 1961년)
- 이수열 (1951년 ~ 불명)
- 정순향 (1951년 ~ 불명)
- (故)최계환● (1954년 ~ 1964년)
- (故)최세훈● (1954년 ~ 1964년)
- 김영호 (1955년 ~ 1990년대)
- 박종세● (1956년 ~ 1964년)
- (故)이광재★ (1956년 ~ 1970년대)
- 배덕환 (1961년 ~ 불명)
- 이규항 (1961년 ~1997년)
- 최선 (1963년 ~ 1993년)
- 김승한 (1963년 ~ 1994년)
- 변웅전● (1963년 ~ 1969년)
- 최평웅♣★ (1965년 ~1998년)
- 이세진 (1967년 ~ 2002년)
- 김규홍 (1968년 ~ 2002년)
- 박영웅 (1968년 ~ 1998년)
- 박용호♣★[1] (1969년 ~ 1999년)
- 이정부 (1968년 ~ 1994년)
- (故)이창호■★ (1968년 ~ 2000년)
- 임건재 (1968년 ~ 1997년)
- 박기만 (1970년 ~ 2000년)
- 김윤한♣ (1970년 ~ 2007년)
- 정도영 (1970년 ~ 2002년)
- 이계진●[2]■★[3] (1973년(1기) ~ 1991년)
- 김동건■ (1963년(DBS 1기) ~ 1993년)
- 이명용 (1974년(2기) ~ 2004년)
- 황량♣ (1974년(2기) ~ 2007년)
- 김상준♣[4] (1975년(3기) ~ 2003년)
- 윤성원♣ (1975년(3기) ~ 2007년)
- 김선동♣ (1978년(5기) 입사 ~ 2008년)
- 표영준♣ (1979년(6기) 입사 ~ 2012년)
  - 동아방송(DBS) 언론통폐합 이후 흡수 명단 - 우제근♣, 원창호♣, 원예종♣, 오성근, 손석기●[2], 송지헌■
  - 동양방송(TBC) 언론통폐합 이후 흡수 명단 - 박병학, 황인용■, (故)김양일, 맹관영★, 원창묵♣, 유수호♣[5], 허주♣, 왕종근■, 원종배■
- 김성수♣ (1981년(8기) ~ 불명)
- 이천규 (1981년(8기) ~ 2004년)
- 강성곤 (1985년(11기) ~ 2021년)
- 김흥수 (1985년(12기) ~ 2014년)
- (故)박태남[6] (1986년(13기) ~ 2017년)
- 조건진♣ (1986년(13기) 입사 ~ 2019년)
- 최선규●[2]■ (1986년(13기) ~ 1991년)
- 김관동♣ (1987년(14기) 입사 ~ 2019년)
- 김동우♣ (1987년(14기) 입사 ~ 2021년)
- 전인석♣ (1987년(14기) 입사 ~ 2022년)
- 박원철 (1987년(15기) 입사 ~ 불명)
- 이재윤●[2] (1987년(15기) ~ 1991년)
- 서기철(1987년(15기) ~ 2022년)
- (故)김태욱●[7] (1989년(16기) ~ 1991년)
- 김병찬■ (1990년(17기) ~ 2007년)
- 손범수■ (1990년(17기) ~ 1997년)
- (故)최연택 (1990년(17기) ~  불명)
- 류재복● (1991년(18기) ~ 1995년)
- 박현우 (1991년(18기) ~ 불명)
- 김현태■ (1993년(19기) ~ 2024년)
- 장두희 (1993년(19기) ~ 불명)
- 김재원♣ (1995년(21기) ~ 2025년)
- (故)이성민 (1995년(21기) ~ 2023년)
- 신영일■ (1997년(24기) ~ 2007년)
- 이재홍★[8] (1998년(25기) ~ 2024년)
- 김현욱■ (2000년(26기) ~ 2012년)
- 한석준■ (2003년(29기) ~ 2015년)
- 이광용■ (2003년(29기) ~ 2024년)
- 최동석■ (2004년(30기) ~ 2021년)
- 조우종■ (2005년(31기) ~ 2016년)
- 전현무■ (2006년(32기) ~ 2012년)
- 도경완■ (2009년(35기) ~ 2021년)
- 조충현■ (2011년(38기) ~ 2019년)
- 김선근■ (2014년(41기) ~ 2022년)

### 여성
- 강영숙● (1954년 ~ 1964년)
- 임국희● (1954년 ~ 1964년)
- 박찬숙■★[9] (1968년 ~ 1995년)
- 범효춘 (1973년(1기) ~ 불명)
- 강성희 (1974년(2기) ~ 불명)
- 박경희♣ (1977년(5기) ~ 2012년)
- 김영임 (1978년(6기) ~ 불명)
- 안희재♣ (1978년(6기) ~ 2014년)
- 이병혜★ (1978년(6기) ~ 불명)
- 김미회 (1979년(7기) ~ 불명)
- 오미영★ (1979년(7기) ~ 불명)
- 서동숙 (1978년(5기) ~ 1984년)
- 황인우 (1980년(8기) ~ 1993년)
  - 동아방송(DBS) 언론통폐합 이후 흡수 명단 - 이선미●, 이미선♣■, 이숙영■
  - 동양방송(TBC) 언론통폐합 이후 흡수 명단 - (故)고려진[10]●, 박성희, 박초아, 이영혜●, 이정애, 이희옥, 이정옥, 지영서♣, 최희선
- 김국향 (1981년(9기) ~ 불명)
- 신은경■★ (1981년(8기) ~ 1993년)
- 유애리♣ (1981년(8기) ~ 2018년)
- 전진영 (1981년(8기) ~ 불명)
- 정혜실 (1981년(8기) ~ 불명)
- 김희성 (1982년(10기) ~ 불명)
- 송경희 (1982년(10기) ~ 불명)
- 윤영미♣ (1982년(10기) ~ 2019년)
- 임화숙 (1982년(10기) ~ 불명)
- (故)정미홍★ (1982년(10기) ~ 1993년)
- 이영미 (1985년(12기) ~ 불명)
- 박영주 (1985년 ~ 2020년)
- 최영미 (1985년(12기) ~ 2002년)
- 김명숙 (1986년(13기) ~ 2005년)
- 윤금자 (1986년(13기) ~ 불명)
- 구영희■ (1987년(14기) ~ 1997년)
- 김자영■★ (1987년(14기) ~ 1997년)
- 이규원♣ (1987년(14기) ~ 2024년)
- 전은진● (1987년(14기) ~ 1991년)
- 진성희 (1987년(14기) ~ 불명)
- 노지숙 (1987년(15기) ~ 불명)
- 오영실■★[11] (1987년(15기) ~ 1997년)
- 최윤희 (1987년(15기) ~ 불명)
- 홍지수★ (1987년(15기) ~ 1993년)
- 유정아★ (1989년(16기) ~ 1998년)
- 이금희■ (1989년(16기) ~ 2000년)
- 정미정■★ (1989년(16기) ~ 2002년)
- 곽은주■ (1990년(17기) ~ 불명)
- 김희영 (1990년(17기) ~ 불명)
- 이한숙 (1990년(17기) ~ 2002년)
- 정은아■ (1990년(17기) ~ 1997년)
- 홍영숙 (1991년(18기) ~ 불명)
- 공정민■ (1993년(19기) ~ 2004년)
- 진양혜■ (1993년(19기) ~ 1997년)
- 황수경■ (1993년(19기) ~ 2014년)
- 황정민 (1993년(19기) ~ 2024년)
- 황현정■ (1993년(19기) ~ 2002년)
- 오유경■ (1994년(20기) ~ 2020년)
- 임성민■★[11] (1994년(20기) ~ 2001년)
- 장은영★ (1994년(20기) ~ 불명)
- 최은경■ (1995년(22기) ~ 2002년)
- 손미나■★ (1997년(24기) ~ 2007년)
- 정세진 (1997년(24기) ~ 2024년)
- 황유선★ (1998년(25기) ~ 2000년)
- 이지연■ (2000년(26기) ~ 2014년)
- 장혜원 (2000년(26기) ~ 불명)
- 지승현 (2000년(26기) ~ 2008년)
- 허은정 (2000년(26기) ~ 불명)
- 김경란■ (2001년(27기) ~ 2012년)
- 정은승  (2001년(27기) ~ 2024년)
- 강수정■ (2002년(28기) ~ 2006년)
- 노현정 (2003년(29기) ~ 2006년)
- 박현선 (2003년(29기) ~ 2012년)
- 위서현 (2003년(29기) ~ 2017년)
- 김윤지 (2003년(29기) ~ 2024년)
- 고민정★[12] (2004년(30기) ~ 2017년)
- 박지윤■ (2004년(30기) ~ 2008년)
- 이정민■ (2005년(31기) ~ 2022년)
- 이선영 (2005년(31기) ~ 2025년)
- 조수빈■ (2005년(31기) ~ 2019년)
- 오정연■ (2006년(32기) ~ 2015년)
- 이지애■ (2006년(32기) ~ 2014년)
- 최송현■ (2006년(32기) ~ 2008년)
- 박은영■ (2007년(33기) ~ 2020년)
- 정다은■ (2008년(34기) ~ 2023년)
- 차다혜■ (2009년(35기) ~ 2015년)
- 김민정■ (2011년(38기) ~ 2019년)
- 김지원■ (2012년(39기) ~ 2021년)
- 강서은■ (2014년(41기) ~ 2020년)
- 이혜성■ (2016년(43기) ~ 2020년)
- 김도연■ (2018년(45기) ~ 2022년)

## 같이 보기
- 한국방송공사